# 鳩茲の戦い
鳩茲の戦い（きゅうじのたたかい）は、紀元前570年に呉と楚の間に発生した戦闘。衡山の戦いや鳩茲衡山の戦いとも言う。
紀元前570年、楚の令尹子重は領兵をもって呉を討伐した。鳩茲を攻め取り、軍は衡山に至った。子重は先行し帰国し、大宴で慶賀した。部下の鄧廖率いる組甲兵三百・被練兵三千を派遣して、呉を侵略した。
呉軍はこの時に攻勢に出て、楚軍を大敗させた。楚将の鄧廖は捕虜となり、楚軍に残った組甲兵八十・被練兵三百。3日後、呉軍は楚を討伐して、駕の邑を取り去った。楚人は子重を咎め、子重はその心病によって亡くなった。